# Mittelwand

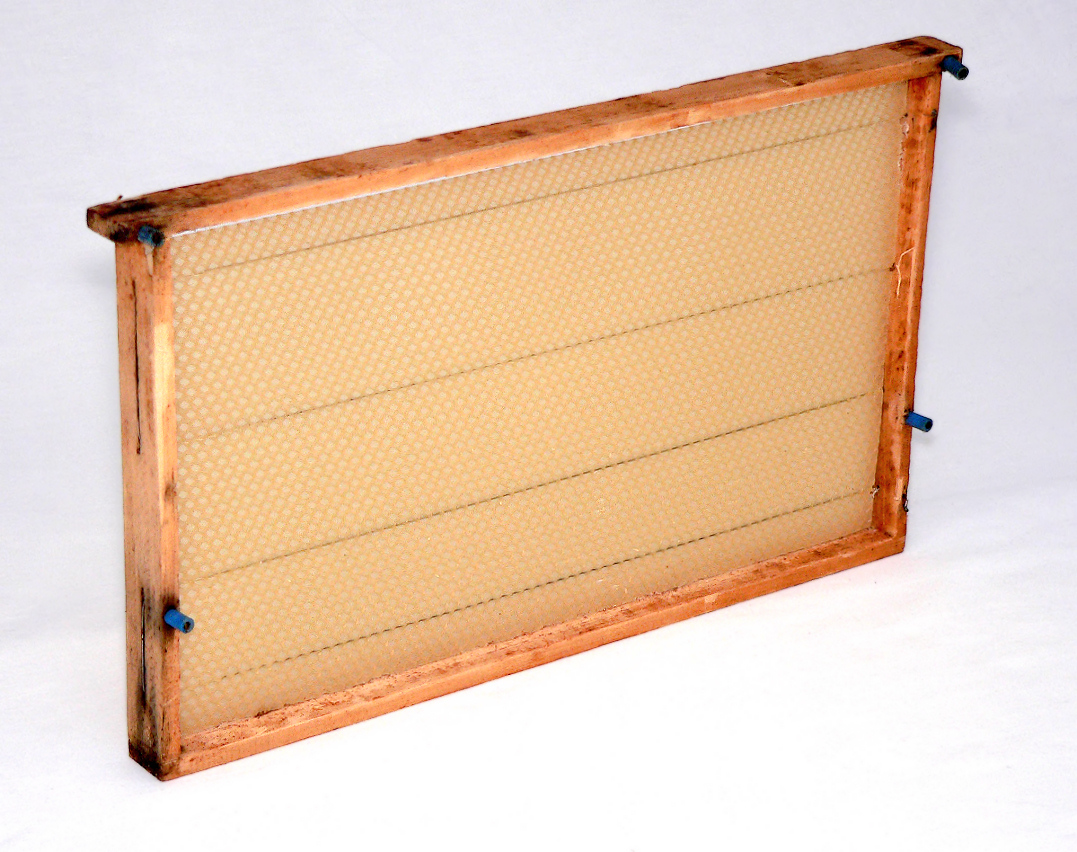
Rähmchen mit eingelöteter Mittelwand

Eine Mittelwand ist in der Bienenzucht eine gewalzte oder gegossene Platte aus Bienenwachs mit einem vorgeprägten Relief in Form von gleichseitigen Sechsecken, die die Größe von Zellen einer natürlich gebauten Bienenwabe haben. Mittelwände werden in der Imkerei verwendet, um den Wabenbau der Bienen zu ordnen und zu beschleunigen. Es gibt sie für alle gängigen Rähmchenmaße.

## Beschreibung

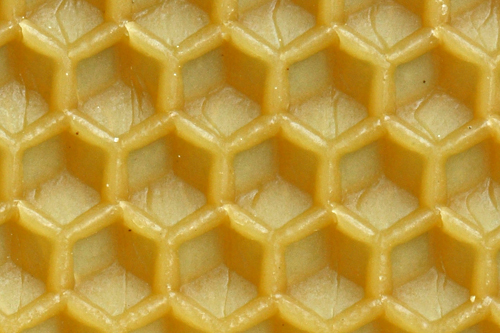
Vorgeprägte Zellen der Mittelwand

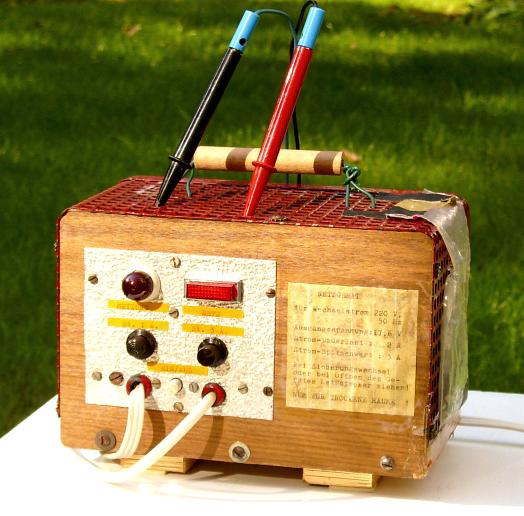
Selbstbau-Transformator zum Einlöten der Mittelwände

Mittelwände werden in Rähmchen eingelötet. In diese sind in gleichmäßigem Abstand mehrere Drähte eingespannt, die mit Hilfe eines Transformators erhitzt werden und so das Wachs der aufgelegten Mittelwand zum Anschmelzen bringen. Nach ihrem Erkalten ist die Mittelwand fest mit den Drähten und damit dem Rähmchen verbunden. Nach dem Einhängen des Rähmchens ins Bienenvolk greifen die Bienen das vorgegebene Muster auf und nutzen so den Platz auf der Wabe am günstigsten. Sie bauen regelmäßiger als ohne Mittelwand und zudem schneller, da sie auf der gesamten Fläche gleichzeitig mit dem Ausbau beginnen können.
Auf Mittelwände aufgebaute Honigwaben lassen sich wegen ihrer Regelmäßigkeit im Gegensatz zu unwuchtigen Wildbauten problemlos mit einer Honigschleuder abschleudern. Wird eine Wabe dabei beschädigt oder war eine Brutwabe längere Zeit in Gebrauch, so schneidet man die Wabe aus dem Rähmchen heraus und schmilzt sie ein. Aus dem gereinigten Wachs können dann wieder neue Mittelwände hergestellt werden.

## Zellmaß
Das Standardzellmaß heutiger Mittelwände für Arbeiterinnenbrutzellen beträgt 5,4 mm. Es gibt auch Mittelwände mit größeren Zellen für Drohnenbrutzellen. Die Maße für Arbeiterinnenbrutzellen gehen auf Arbeiten des Belgiers Usmar Baudoux zwischen 1890 und 1930 zurück. Er fand heraus, dass die Zellgröße der Waben die Körpergröße der Bienen beeinflusst. Die Idee von Baudoux war ein erhöhter Honigertrag durch längere Rüssel und größere Honigmägen. Untersuchungen der beiden Imker Dee und Ed Lusby aus Arizona zeigten jedoch einen Zusammenhang zwischen der Zellgröße und der Anfälligkeit der Bienen gegenüber Milben. Daher gibt es seit einiger Zeit auch reduzierte Zellmaße von 5,1 mm beziehungsweise 4,9 mm.

## Vorteile der Mittelwand
Normalerweise bauen Bienen eine Wabe von oben nach unten. Bei Verwendung eines Rähmchens ohne Mittelwand bauen die Bienen sie nicht vollständig nach unten bis zum unteren Rähmchenträger aus, um diesen Spalt als schnellen Durchgang zwischen den Waben zu nutzen. Durch eine Mittelwand wird das Rähmchen vollständig mit einer Wabenvorlage ausgefüllt, sodass die Bienen die gesamte zur Verfügung stehende Rähmchenfläche ausbauen und nutzen. Neben der Drahtung der Wabe, die für das Einlöten der Mittelwand erforderlich ist, bietet der vollständige Ausbau bis an den Unterträger eine wesentlich bessere Stabilität für die Wabe.